# Rudolf Rüthnick
Rudolf Rüthnick (* 6. Mai 1928 in Köslin) ist ein ehemaliger deutscher Politiker (SED). Er war als Generalforstmeister stellvertretender Minister für Land-, Forst- und Nahrungsgüterwirtschaft der DDR.

## Leben
Rüthnick, Sohn eines Versicherungsinspektors, besuchte die Volks- und Mittelschule und wurde 1944 als Marinehelfer zur Wehrmacht eingezogen. 1945 geriet er in US-amerikanische Kriegsgefangenschaft.
Nach Kriegsende arbeitete er als Sägewerksarbeiter und absolvierte von 1945 bis 1947 eine Ausbildung zum Förster. 1946 trat Rüthnick der SPD bei und wurde im selben Jahr Mitglied der SED. 1947/1948 studierte er an der Fachschule für Forstwirtschaft in Eberswalde, legte sein Försterexamen und 1951 seine Revierförsterprüfung ab. Er war ab 1949 Sachbearbeiter, ab Dezember 1951 stellvertretender Leiter und ab 1952 in Nachfolge von Erich Gärtner Leiter der Hauptabteilung Forstwirtschaft im Ministerium für Land- und Forstwirtschaft der Landesregierung Brandenburg. Von 1952 bis 1955 war er Leiter der Verwaltung der staatlichen Forstwirtschaftsbetriebe des Bezirkes Potsdam, von 1956 bis 1960 Leiter der Unterabteilung Forstwirtschaft beim Rat des Bezirkes Potsdam. Von 1960 bis 1963 fungierte er als Vorsitzender des Rates des Kreises Nauen. 1961 schloss er ein Fernstudium an der Parteihochschule „Karl Marx“ als Diplom-Gesellschaftswissenschaftler ab. Von 1964 bis 1972 wirkte er als Generaldirektor der VVB Forstwirtschaft in Potsdam und war als Oberstlandforstmeister von 1972 bis 1975 stellvertretender Leiter des Staatlichen Komitees für Forstwirtschaft beim Ministerium für Land-, Forst- und Nahrungsgüterwirtschaft der DDR. Ab 1972 war er außerdem Mitglied im Beirat für Umweltschutz des Ministerrates der DDR. Von 1975 bis Mai 1990 war er als Generalforstmeister Hauptabteilungsleiter Forstwirtschaft bzw. stellvertretender Minister für Land-, Forst- und Nahrungsgüterwirtschaft der DDR sowie stellvertretender Leiter der Obersten Jagdbehörde der DDR.
Von 1978 bis 1990 gehörte Rüthnick zudem als Mitglied dem Präsidialrat des Kulturbundes der DDR (KB) an. Von 1980 bis 1990 war er stellvertretender Vorsitzender der Gesellschaft für Natur und Umwelt im KB.

## Auszeichnungen
- Vaterländischer Verdienstorden in Bronze (1972)
- Johannes-R.-Becher-Medaille in Gold (1982)
- Banner der Arbeit Stufe I (1988)[3]